# 1001%ドラゴンズ
『1001%ドラゴンズ』（せんいちパーセントドラゴンズ）は、1987年4月5日から1991年3月31日まで中京テレビで放送されていた中日ドラゴンズの情報番組。放送時間は毎週日曜 11:45 - 12:00 （日本標準時）。

## 概要
『週刊ドラドラ生放送』から数えて4代目のドラゴンズ応援番組である。3代目の『ドラゴンズ・ノート』は夕方枠で放送されていたが、この番組からは昼の時間帯で放送されることになった。
番組タイトルは、番組がスタートした年にドラゴンズの監督に就任した星野仙一の名前と、その前年に大ヒットした1986オメガトライブの『君は1000%』（作詞 - 有川正沙子、作曲 - 和泉常寛）の曲名を掛けたものである。ドラゴンズはこの番組の放送期間中の1988年にセ・リーグ優勝を果たしており、中京テレビのドラゴンズ応援番組としては近藤貞雄監督時代の『ドラドラ生放送』（1982年）に続く“V体験番組”となった。
番組の終了後、替わって日曜12:15枠で後継番組の『スポーツまるごと!ドラドラ天国』がスタートした。

## 出演者など
- 司会 - 亀関開（元東海ラジオアナウンサー）
- アシスタント - 松本典子（名古屋のローカルタレント、同姓同名のベテラン女優や元アイドルとは別人）
- 解説 - 三沢淳（中日OB）
- 提供 - サッポロビール